# Región turística de Kŭmgangsan
La región turística de Kŭmgangsan es una región administrativa especial de Kŭmgangsan, Corea del Norte. Se estableció en 2002 para manejar el tráfico de turistas de Corea del Sur a Kŭmgangsan.
Desde 1998, Corea del Sur y los turistas extranjeros han sido autorizados a visitar Kŭmgangsan, únicamente por medio de cruceros, pero más recientemente se puede hacer en autobús a través de una carretera de nueva construida en la zona desmilitarizada de Corea. En 2002, el área alrededor de la montaña fue separado de Kangwon-do y organizado como una región turística que se administran por separado. Desde 1998 más de un millón de surcoreanos han visitado la región. Sin embargo, los ciudadanos de Estados Unidos tienen prohibido entrar en el área, incluso durante el Festival Arirang.[cita requerida]